# Veduggio con Colzano
Veduggio con Colzano é uma comuna italiana da região da Lombardia, província de Monza e Brianza, com cerca de 4.247 habitantes. Estende-se por uma área de 3 km², tendo uma densidade populacional de 1416 hab/km². Faz fronteira com Nibionno (LC), Inverigo (CO), Cassago Brianza (LC), Briosco, Renate.

## Demografia
| Variação demográfica do município entre 1861 e 2011                               |
|                                                                                   |
| Fonte: Istituto Nazionale di Statistica (ISTAT) - Elaboração gráfica da Wikipedia |